# Gyrinus urinator
Gyrinus urinator är en skalbaggsart som beskrevs av Johann Karl Wilhelm Illiger 1807. Gyrinus urinator ingår i släktet Gyrinus, och familjen virvelbaggar. Arten har ej påträffats i Sverige.

## Bildgalleri

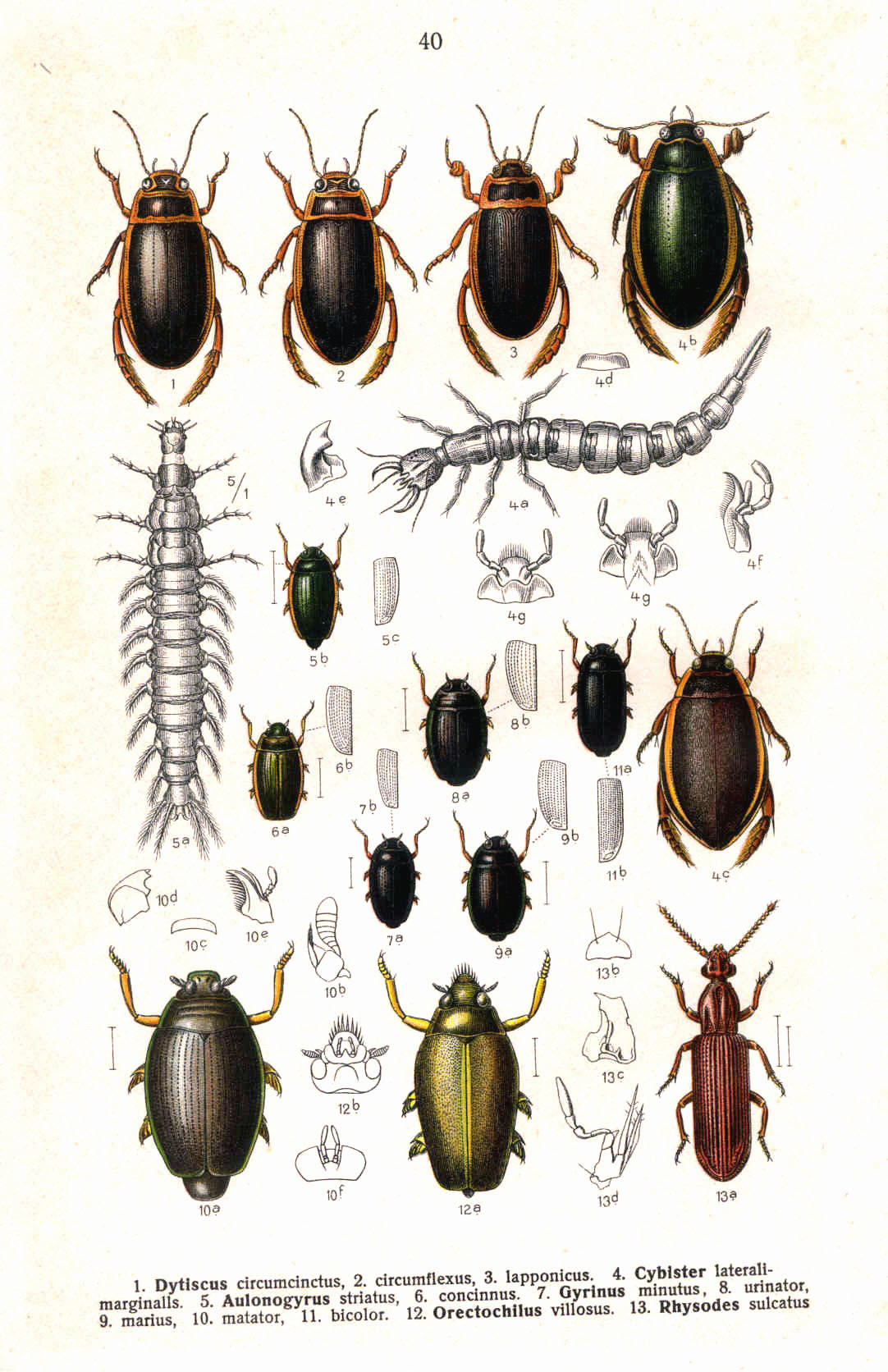
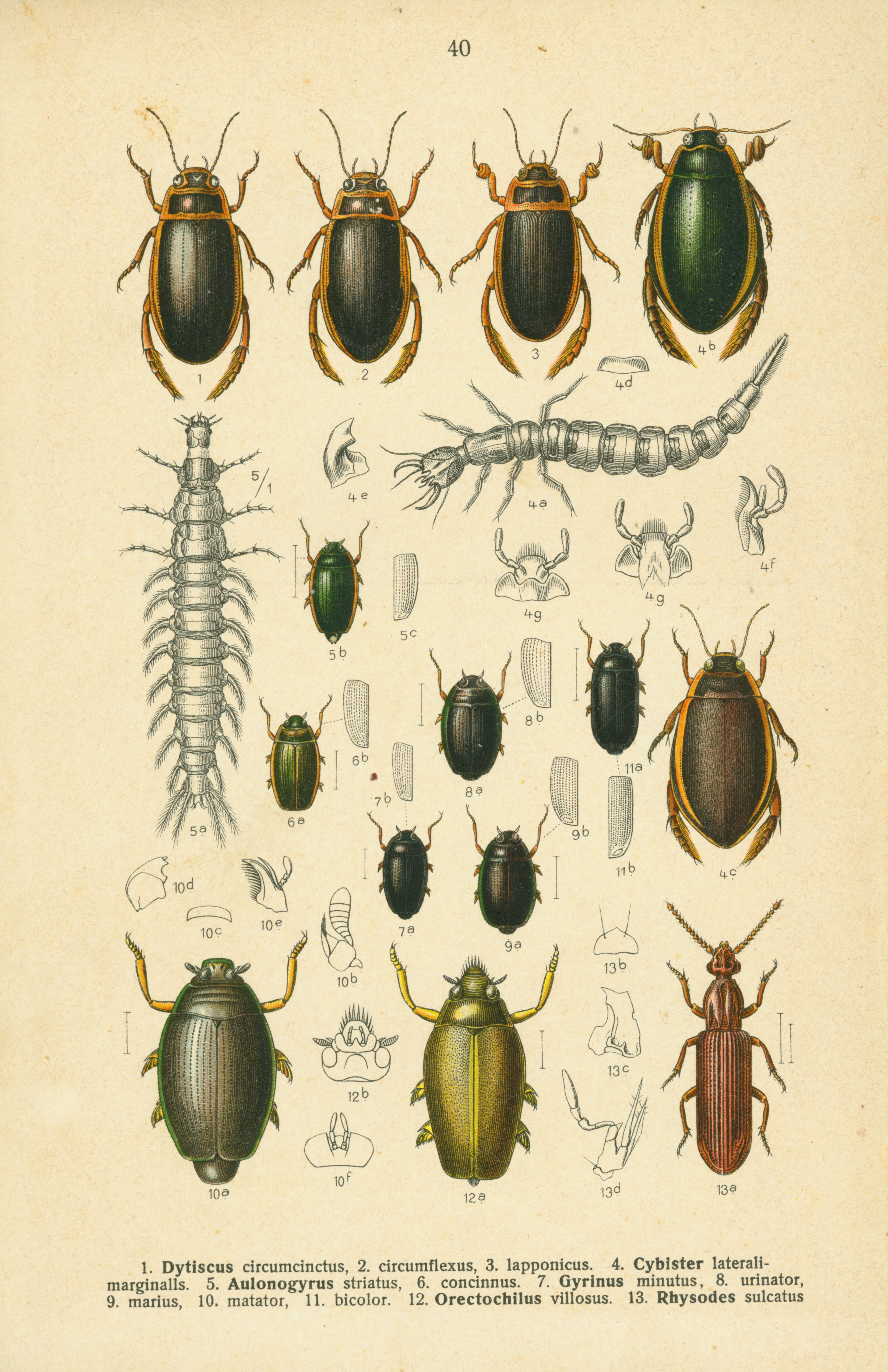